# Azerbaijan International 2019
Die Azerbaijan International 2019 fanden vom 6. bis zum 9. Juni 2019 in Baku statt. Es war die erste Austragung dieser internationalen Meisterschaften von Aserbaidschan im Badminton.

## Sieger und Platzierte
| Disziplin    | Gold                         | Silber                             | Bronze                        |
| ------------ | ---------------------------- | ---------------------------------- | ----------------------------- |
| Herreneinzel | Rasmus Gemke                 | Felix Burestedt                    | Kalle Koljonen                |
| Herreneinzel | Rasmus Gemke                 | Felix Burestedt                    | Vladimir Malkov               |
| Dameneinzel  | Phittayaporn Chaiwan         | Lianne Tan                         | Fabienne Deprez               |
| Dameneinzel  | Phittayaporn Chaiwan         | Lianne Tan                         | Qi Xuefei                     |
| Herrendoppel | Mark Lamsfuß Marvin Seidel   | Marcus Ellis Chris Langridge       | Jacco Arends Ruben Jille      |
| Herrendoppel | Mark Lamsfuß Marvin Seidel   | Marcus Ellis Chris Langridge       | M. R. Arjun Shlok Ramchandran |
| Damendoppel  | Chloe Birch Lauren Smith     | Ekaterina Bolotova Alina Davletova | Delphine Delrue Léa Palermo   |
| Damendoppel  | Chloe Birch Lauren Smith     | Ekaterina Bolotova Alina Davletova | Émilie Lefel Anne Tran        |
| Mixed        | Thom Gicquel Delphine Delrue | Mark Lamsfuß Isabel Herttrich      | Rodion Alimov Alina Davletova |
| Mixed        | Thom Gicquel Delphine Delrue | Mark Lamsfuß Isabel Herttrich      | Marvin Seidel Linda Efler     |